# 1141 Bohmia
Bohmia (asteróide 1141) é um asteróide da cintura principal com um diâmetro de 9,5 quilómetros, a 1,8972374 UA. Possui uma excentricidade de 0,1647773 e um período orbital de 1 250,46 dias (3,42 anos).
Bohmia tem uma velocidade orbital média de 19,76209859 km/s e uma inclinação de 4,27427º.
Esse asteróide foi descoberto em 4 de Janeiro de 1930 por Max Wolf.